# Windsor (Maine)
Windsor (anteriormente Malta) es un pueblo ubicado en el condado de Kennebec en el estado estadounidense de Maine. En el Censo de 2010 tenía una población de 2.575 habitantes y una densidad poblacional de 27,99 personas por km².

## Geografía
Windsor se encuentra ubicado en las coordenadas 44°19′0″N 69°34′23″O / 44.31667, -69.57306. Según la Oficina del Censo de los Estados Unidos, Windsor tiene una superficie total de 92 km², de la cual 89.74 km² corresponden a tierra firme y (2.46%) 2.26 km² es agua.

## Demografía
Según el censo de 2010, había 2.575 personas residiendo en Windsor. La densidad de población era de 27,99 hab./km². De los 2.575 habitantes, Windsor estaba compuesto por el 97.01% blancos, el 0.39% eran afroamericanos, el 0.66% eran amerindios, el 0.35% eran asiáticos, el 0% eran isleños del Pacífico, el 0.16% eran de otras razas y el 1.44% pertenecían a dos o más razas. Del total de la población el 0.82% eran hispanos o latinos de cualquier raza.